# Божурите
Божурите е защитена местност в България. Намира се в землището на село Подайва, област Разград.
Защитената местност е с площ 2,6 ha. Обявена е на 25 септември 1978 г. с цел опазване на естествено находище на червен божур (Paeonia peregrina).
В защитената местност се забраняват:
- кастренето и повреждането на дърветата;
- късането или изкореняването на растенията;
- пашата на домашни животни;
- преследването на диви животни и вземане на техните малки или яйцата им, както и разрушаване на гнездата и леговищата;
- разкриването на кариери, провеждането на минно-геоложки и други дейности, с които поврежда или изменя, както естественият облик на местността, така и на водния и режим;
- всякакво строителство, освен в случаите когато такова е предвидено в устройствения проект на защитената територия.[1]